# Franopol (rejon janowski)
Franopol (biał. Франопаль, Franopal; ros. Франополь, Franopol) – wieś na Białorusi, w obwodzie brzeskim, w rejonie janowskim, w sielsowiecie Rudzk.

## Historia
W XIX i w początkach XX w. folwark położony w Rosji, w guberni mińskiej, w powiecie pińskim, w gminie Mokrze. Był wówczas własnością Pusławskich.
W dwudziestoleciu międzywojennym wieś leżąca w Polsce, w województwie poleskim, w powiecie pińskim, w gminie Brodnica. W 1921 wieś liczyła 138 mieszkańców, zamieszkałych w 33 budynkach. Wszyscy oni byli Białorusinami wyznania prawosławnego.
Po II wojnie światowej w granicach Związku Sowieckiego. Od 1991 w niepodległej Białorusi.